# Buzz Busby
Buzz Busby (richtiger Name: Bernarr Graham Busbice; * 6. September 1933 in Eros, Louisiana; † 5. Januar 2003 in Catonsville, Maryland) war ein US-amerikanischer Bluegrass-Musiker. Im Bereich des Rockabilly ist Busby vor allem durch seine Single Rock and Roll Fever bekannt geworden.

## Leben

### Kindheit und Jugend
Geboren in Louisiana, lernte Busby als Kind Mandoline spielen. Er hörte sein Idol Bill Monroe regelmäßig in der Grand Ole Opry und spielte mit seinen Brüdern in einer kleinen Band. Später zog Busby nach Washington, D.C., wo er für kurze Zeit für das FBI arbeitete.

### Karriere
Bei der US-Bundespolizei blieb er jedoch nicht lange, denn Busby knüpfte Kontakt zur lokalen Musikszene und gründete in den 1950er-Jahren mit Scotty Stoneman, Bill Emerson, dem Banjo-Virtuosen Eddie Adcock, Jack Clement, Charlie Waller und Pete Pike erneut eine Band. Mit Pike entwickelte er auch das Komikduo Jam and Scram. Zwischen 1954 und 1955 trat Busby zusammen mit Scott Stoneman und Mac Wiseman zusammen im Hayloft Hoedown beim lokalen Sender WRC-TV auf. Zudem machte er 1955 mit seiner Band Bayou Boys erste Aufnahmen beim kleinen Label Jiffy Records.
Die Jiffy-Single Me and the Juke Box wurde kein Hit, verkaufte sich aber doch so gut, dass die Leitung des Louisiana Hayrides auf Busby aufmerksam wurde und ihn für die Show engagierte. Der Hayride war neben der Grand Ole Opry die bekannteste und erfolgreichste Country-Show im ganzen Land, bei der Busby zwei Jahre (1955–1956) blieb.
1957 wechselte er für kurze Zeit zum Rockabilly. Zuerst spielte er bei Fernwood Records in Memphis, Tennessee eine sehr raue und wilde Version seines Titels Rock and Roll Fever ein, die aber nicht veröffentlicht wurde. Danach erschien bei Speaks Records eine ruhigere Version des Songs. Bei heutigen Rockabilly-Sammlern ist das Stück, vor allem in der Fernwood-Version, sehr beliebt, doch 1957 fand die Single kaum Beachtung und so kehrte Busby wieder zum traditionellen Bluegrass zurück.
Doch Busby sprach in den folgenden Jahren mehr und mehr dem Alkohol zu, was 1962 in einem Gefängnisaufenthalt endete. In den späten 1960er-Jahren spielte er in einer Gruppe mit Leon Morris, die für Rounder Records und Jessup aufnahm und kam erneut in Haft. Anfang der 1980er-Jahre war Busby für das Label seines Bruders aktiv, zog sich 1984 aufgrund seines schlechten gesundheitlichen Zustandes aber weitgehend aus der Öffentlichkeit zurück. Er trat nur noch gelegentlich auf und spielte einige Platten ein. Seine letzten Aufnahmen machte er 1993 mit den Patutex Partners.
Buzz Busby starb 2003 an Herzversagen. Er wird unter Musikwissenschaftlern und Bluegrass-Experten als „Vater des D.C. Bluegrass“ angesehen („father of D.C. bluegrass“).

## Diskographie

### Singles
| Jahr                    | Titel | Plattenfirma                       |
| ----------------------- | --- | ---------------------------------- |
| 1955                    | Just Me and the Jukebox / Lost | Jiffy Records                      |
| 1957                    | Reno Bound / Rocky Mountain Ramble | Carol Records                      |
| 1957                    | Your Red Wagon / That Guy’s Gotta Go | Carol Records                      |
| 1957                    | Rock and Roll Fever / I’ll Always Whonder Why (als Graham B.) | Speaks Records                     |
| 1958                    | Talking Banjo / Lonesome | Starday Records                    |
| 1958                    | Banjo Twist / Mandolin Tango | Starday Records                    |
| 1958                    | Lost / Lonesome Wind | Starday Records                    |
| 1959                    | Going Home / Me and the Jukebox | Starday Records                    |
| 1959                    | Reno Bound / Where Will This End | Starday Records                    |
| 1960                    | Cold and Windy Night / Don’t Come Runnin’ Back To Me | Starday Records                    |
| 1960                    | Going Back To Dixie / Just For Me (mit Wayne Busby) | Empire Records                     |
| 1961                    | Pretty Polly / Don’t Leave Me Alone | Empire Records                     |
| 1965                    | It’s Looking Like Rain / Dream | Almanac Records                    |
| 1966                    | Mandolin Twist / Blue Vietnam Skies | Rebel Records                      |
| 1970                    | Scramble / Just For A While (mit Leon Morris) | Rebel Records                      |
| 1970                    | Warm Red Wine / Mule Skinner Blues | World Music Records                |
| 1972                    | Flames / Rambler | Jan Records                        |
| Unveröffentlichte Titel | |                                    |
| 1954                    | - Wicked Path of Sin - Just A Little Talk with Jesus - Deep Freeze Mama Blues - Baby, Baby - Take Back Your Heart (I Ordered Liver) - The Funniest Thing I Ever Did See - I Do Mean Moo | Mount Vernon Records (Ham & Scram) |
| 1956                    | - Cold and Windy Night | Jiffy Records                      |
| 1957                    | - Rock and Roll Fever | Fernwood Records                   |
| 1957–1958               | - Buzz’s Ramble - Whose Red Wagon - I Don’t Mind - Windy Strings | Starday Records                    |
| 1959                    | - Rock and Roll Atom - Rock and Roll Fever | Empire Records                     |

### Alben
- 1975: Honky Tonk Bluegrass (mit Leon Morris)
- 1981: A Pioneer of Traditional Bluegrass
- 1983: Busby Yesterday & Today – Bluegrass Sound of Buzz
- 1986: Louisiana Bluegrass (mit Wayne Busby als Busby Brothers)
- 1988: Stained Grass Bluegrass (mit Wayne Busby als Busby Brothers)
- 2003: Going Home – Greatest Starday Recordings